# Tournoi d'ouverture du championnat du Paraguay de football 2025
Navigation
Torneo Clausura 2024 Torneo Clausura 2025
Le Tournoi d'ouverture du championnat du Paraguay de football 2025 est le 132e tournoi du Championnat du Paraguay de football de première division, connu sous le nom de « Copa de Primera Tigo-Ueno Bank ».
Les nouveaux venus à ce niveau de la compétition sont les deux équipes promues de División Intermedia 2024, le CD Recoleta et le CA Tembetary.

## Règlement
Le système de compétition des tournois saisonniers 2025 est composée de douze clubs qui s'affrontent tous lors de confrontations aller et retour. Le champion est l'équipe qui obtient le plus grand nombre de points après les 22 journées de championnat et se qualifie pour la Copa Libertadores 2026.
Le classement est calculé avec le barème de points suivant : une victoire vaut trois points, le match nul un. La défaite ne rapporte aucun point.
À égalité de points, les critères de départage sont les suivants :
1. Plus grand nombre de points lors des confrontations directes ;
2. Plus grande différence de buts lors des confrontations directes ;
3. Plus grande différence de buts générale ;
4. Plus grand nombre de buts marqués ;
5. Match d'appui su terrain neutre ;
6. Tirage au sort si plus de deux équipes à égalité.

## Participants
Le Torneo Apertura 2025 est la 7e édition à douze équipes, les deux promus de División Intermedia 2024 sont le CD Recoleta et le CA Tembetary.
| Club                    | Ville                       | Stade                     | Capacité | Classement 2024           |
| ----------------------- | --------------------------- | ------------------------- | -------- | ------------------------- |
| Club Olimpia            | Asunción                    | Defensores del Chaco      | 42 354   | 1er                       |
| Cerro Porteño           | Asunción                    | General Pablo Rojas       | 45 000   | 2e                        |
| Club Libertad           | Asunción                    | La Huerta                 | 14 000   | 3e                        |
| Club Guaraní            | Asunción                    | Gunther Vogel             | 5 000    | 4e                        |
| Club Sportivo 2 de Mayo | Pedro Juan Caballero        | Río Parapití              | 25 000   | 5e                        |
| CS Luqueño              | Luque                       | Luis Salinas Tanasio      | 10 000   | 6e                        |
| CS Ameliano             | Asunción                    | La Fortaleza del Pikysyry | 7 000    | 7e                        |
| Club Nacional           | Asunción                    | Arsenio Erico             | 7 500    | 8e                        |
| Club General Caballero  | Doctor Juan León Mallorquín | Ka'arendy                 | 10 120   | 10e                       |
| CS Trinidense           | Asunción                    | Martín Torres             | 3 000    | 11e                       |
| CA Tembetary            | Villa Elisa                 | Luis Alfonso Giagni       | 11 000   | 1er (División Intermedia) |
| CD Recoleta             | Asunción                    | Ricardo Gregor            | 4 000    | 2e (División Intermedia)  |

Légende des couleurs
- Phase de groupe de la Copa Libertadores 2025
- Tour préliminaire de la Copa Libertadores 2025
- Tour préliminaire de la Copa Sudamericana 2025
- Promu de División Intermedia 2024

## Compétition
| Rang | Équipe                  | Pts | J  | G  | N  | P  | Bp | Bc | Diff |
| ---- | ----------------------- | --- | -- | -- | -- | -- | -- | -- | ---- |
| 1    | Club Libertad           | 44  | 22 | 12 | 8  | 2  | 35 | 15 | +20  |
| 2    | Cerro Porteño           | 39  | 22 | 11 | 6  | 5  | 33 | 18 | +15  |
| 3    | Club Guaraní            | 38  | 22 | 12 | 2  | 8  | 27 | 24 | +3   |
| 4    | CS Trinidense           | 34  | 22 | 8  | 10 | 4  | 27 | 22 | +5   |
| 5    | Club Olimpia T          | 33  | 22 | 8  | 9  | 5  | 27 | 22 | +5   |
| 6    | CS Ameliano             | 29  | 22 | 7  | 8  | 7  | 23 | 20 | +3   |
| 7    | CD Recoleta P           | 27  | 22 | 6  | 9  | 7  | 29 | 31 | -2   |
| 8    | Club Nacional           | 25  | 22 | 7  | 4  | 11 | 23 | 28 | -5   |
| 9    | Club General Caballero  | 22  | 22 | 5  | 7  | 10 | 19 | 26 | -7   |
| 10   | CS Luqueño              | 22  | 22 | 4  | 10 | 8  | 13 | 25 | -12  |
| 11   | Club Sportivo 2 de Mayo | 18  | 22 | 2  | 12 | 8  | 15 | 26 | -11  |
| 12   | CA Tembetary P          | 18  | 22 | 3  | 9  | 10 | 17 | 31 | -14  |

| Légende : Qualifications et relégations | Légende : Qualifications et relégations                            |
| --------------------------------------- | ------------------------------------------------------------------ |
|                                         | Qualification pour la phase de groupe de la Copa Libertadores 2026 |
|                                         | T : Tenant du titre P : Promus de División Intermedia              |

## Bilan de la saison
| Tournoi d'ouverture du championnat de football du Paraguay 2025 |                           |
| Champion                                                        | Club Libertad (26e titre) |
| Qualifications continentales                                    |                           |
| Copa Libertadores 2026                                          | Club Libertad             |